# Mamo Wolde
Demisse "Mamo" Wolde (ደጋጋ "ማሞ" ዎልደ) (Jirgalem, 12 de junio de 1932-Adís Abeba, 26 de mayo de 2002) fue un corredor etíope de larga distancia que fue campeón olímpico de maratón en los Juegos Olímpicos de México 1968.
Wolde fue uno de los primeros corredores africanos de larga distancia que consiguieron éxitos a nivel internacional.
Participó en sus primeros Juegos Olímpicos en Melbourne 1956 con resultados bastante malos, ya que fue último en las series clasificatorias tanto en 800 como en 1.500 metros.
No participó en los Juegos de Roma 1960, pero regresó en los de Tokio 1964 ya convertido en corredor de larga distancia. Estuvo a punto de lograr una medalla en los 10 000 metros, donde acabó en 4ª posición. Participó también en la maratón, prueba en la que ese mismo año había derrotado a Abebe Bikila en una prueba preolímpica en Adís Abeba. Sin embargo en los Juegos la victoria fue para Bikila, mientras que Wolde se retiró.
Su gran momento llegó en los Juegos Olímpicos de México 1968. Primero ganó la medalla de plata en los 10 000 metros, por detrás del keniano Naftali Temu.
Y más tarde, ganó la medalla de oro de la maratón con un tiempo de 2h20:26, sacándole más de tres minutos al 2º clasificado, el japonés Kenji Kimihara (2h23:31). La 3ª plaza fue para Mike Ryan, de Nueva Zelanda (2h23:45)
El australiano Derek Clayton, que a priori era el gran favorito tras haber batido el récord mundial un año antes, solo pudo acabar 7º. Por su parte Abebe Bikila, que participó también en esta carrera, abandonó en el km 17, pues se resintió de una lesión producida meses antes.
Tras las victorias de Abebe Bikila en Roma 1960 y Tokio 1964, la victoria de Wolde era la 3ª consecutiva para Etiopía en la maratón olímpica.
Cuatro años más tarde, ya con 40 cumplidos, trató de defender su título olímpico en Múnich 1972, donde finalmente acabó 3º, tras el estadounidense Frank Shorter y el belga Karel Lismont. Era la tercera y última medalla olímpica de su carrera deportiva. Después abandonó el atletismo, y se dedicó a la profesión militar.
En 1993 fue arrestado y encarcelado bajo la acusación de haber participado en el asesinato de un opositor durante la dictadura de Mengistu Haile Mariam (1977-1991). Wolde argumentó que aunque estuvo presente cuando se cometió ese crimen, no participó en él directamente.
Amnistía Internacional, para la que nunca existieron pruebas de que Wolde estuviera implicado en violaciones de los derechos humanos, denunció varias veces su caso. También el Comité Olímpico Internacional se interesó por su situación ante las autoridades etíopes, pero no lograron nada positivo.
En enero de 2002 fue puesto en libertad, aunque ya se encontraba muy enfermo. El 26 de mayo de ese mismo año falleció en su casa de Adís Abeba. Tenía 69 años.

## Marcas personales
- 5.000 metros - 13:38,8 (Turku, 02 Jul 1967)
- 10.000 metros - 28:31,8 (Tokio, 14 Oct 1964)
- Maratón - 2h15:08 (Múnich, 10 Sep 1972)

| Predecesor: Abebe Bikila Etiopía | Campeón Olímpico de maratón México 1968 | Sucesor: Frank Shorter Estados Unidos |

- Datos: Q372208
- Multimedia: Mamo Wolde / Q372208